# 支提山站
支提山站，位于中华人民共和国福建省宁德市蕉城区九都镇九仙村，是衢宁铁路上的火车站，于2020年9月27日启用。

## 歷史
- 2020年9月27日启用。

## 車站周邊
- 蕉城区九都中学
- 宁德市蕉城区九都镇人民政府

## 外部連結
- 中国铁路客户服务中心 （页面存档备份，存于）